# Краненбург (Доња Рајна)
Краненбург (њем. Kranenburg) град је у њемачкој савезној држави Северна Рајна-Вестфалија. Једно је од 16 општинских средишта округа Клефе. Према процјени из 2010. у граду је живјело 9.909 становника. Посједује регионалну шифру (AGS) 5154040, NUTS (DEA1B) и LOCODE (DE KNG) код.

## Географски и демографски подаци
Краненбург се налази у савезној држави Северна Рајна-Вестфалија у округу Клефе. Град се налази на надморској висини од 21 метра. Површина општине износи 76,9 km². У самом граду је, према процјени из 2010. године, живјело 9.909 становника. Просјечна густина становништва износи 129 становника/km².

## Међународна сарадња
| Мјесто      | Држава    | Врста сарадње | Од    |
| ----------- | --------- | ------------- | ----- |
| Керменд     | Мађарска  | партнерство   | 2001. |
| Грексбек    | Холандија | контакт       | 2000. |
| Бек-Уберген | Холандија | контакт       | 2000. |
| Извор       |           |               |       |